# Nyári srácok
A Nyári srácok amerimangasorozat, melynek írója Chuck Austen, rajzolója  Ócuka Hiroki. A sorozat első kötete a Tokyopop kiadásában jelent meg Észak-Amerikában 2006 májusában.

## A sorozat cselekménye
Bud Waterson egy kedves fiú, aki épp ráébred férfi mivoltára. Beiratkozik a főiskolára, és türelmetlenül várja a kollégiumi élet szexuális szabadosságát. A dolgok azonban nem egészen úgy alakulnak, ahogyan azt elképzelte; a szobatársáról kiderül, hogy homoszexuális, és a lányok sem annyira kedvelik őt, amennyire szeretné. Amikor álmai nője csatlakozik a baseball-csapathoz, Bud is beszáll a játékba, hogy bebizonyítsa, hogy a lány félreismerte.
A történet második részében Bud nehéz helyzetbe kerül: döntenie kell barátja, Manny és az áhított lány, Chrissie között – legalábbis a baseballpályán.

## Magyarországi megjelenések
Nyári srácok; szöveg Chuck Austen, rajz Hiroki Otsuka; Athenaeum 2000, Budapest, 2007–2008 (Mangattack) 
1. kötet megjelenés: 2007. április 13.
2. kötet megjelenés: 2007. október 6.
3. kötet megjelenés: 2008. augusztus 8.